# Taximastinocerus nigricolor
Taximastinocerus nigricolor är en skalbaggsart som beskrevs av Wittmer 1988. Taximastinocerus nigricolor ingår i släktet Taximastinocerus och familjen Phengodidae. Inga underarter finns listade i Catalogue of Life.